# خارکاویچه
خارکاویچه (به لهستانی:  Harkawicze) یک روستا در لهستان است که در گمینا شوجاوووو واقع شده‌است.